# ふたかみ市民オペラ
ふたかみ市民オペラ（ふたかみしみんおぺら）は、喜歌劇楽友協会の会員であった三輪勝司氏が中心となって1995年に結成された奈良県における唯一のオペラ団体である。
団員になるためのオーディション等は実施せず、希望者は誰でも入会可能な体制をとっている。これは、年齢・経験を問わず歌を愛する者が集まり、アットホームな雰囲気の中で全員で作品を作り上げていく事を大切にしている為である。
また、総合芸術であるオペラを通じ、香芝市民および地域の多くの人々との文化交流をはかり、地域の文化振興の発展に根強く寄与し尽くす事を理念として掲げている。

## 活動拠点
ふたかみ文化センター（奈良県香芝市）市民ホール（310席）を使用している。

## 公演履歴
- 2021年本公演　希望者による『ふたかみ市民オペラ 第3回 研修発表会』
- 2021年夏公演　希望者による『ふたかみ市民オペラ 第2回 研修発表会』
- 2020年本公演　希望者による『ふたかみ市民オペラ 研修発表会』
- 2020年夏公演　新型コロナウイルスの為　中止
- 2019年本公演　モーツァルト『魔笛』演出 齋藤敏明/指揮 柴田祥
- 2019年夏公演　『あまんじゃくとうりこひめ』指揮 臼井秀明/演出 加茂幸子
- 2018年本公演　ヨハン・シュトラウス『こうもり』演出 齋藤敏明/指揮 柴田祥
- 2018年夏公演　『SNOW WHITE』指揮 臼井秀明/演出 加茂幸子
- 2017年本公演　ドニゼッティ『愛の妙薬』演出 齋藤敏明/指揮 柴田祥
- 2017年夏公演　『どこまでもきみのともだち』指揮 臼井秀明/演出 加茂幸子
- 2016年本公演　レハール『メリー・ウィドウ』演出 齋藤敏明/指揮 柴田祥
- 2016年夏公演　『パン屋と米屋の長い一日』指揮 臼井秀明/演出 加茂幸子
- 2015年本公演　オッフェンバック『天国と地獄』演出 齋藤敏明/指揮 柴田祥
- 2015年夏公演　『トラップ一家物語』演出 加藤紀久代/指揮 樋口博史
- 2014年本公演　モーツァルト『フィガロの結婚』演出 齋藤敏明/指揮 柴田祥
- 2014年夏公演　ヨハン・シュトラウス『こうもり』ハイライト 演出 加藤紀久代/指揮 前田繁実
- 2013年本公演　ヨハン・シュトラウス『ヴェネツィアの一夜』演出 齋藤敏明/指揮 宮川勝明
- 2013年夏公演　『白雪姫』演出 加藤紀久代/指揮 前田繁実
- 2012年本公演　スッペ『ボッカチオ』 演出 齋藤敏明/指揮 宮川勝明
- 2012年夏公演　モーツァルト『魔法の笛～古代大和編』(原題『魔笛』) 演出 加藤紀久代/指揮 前田繁実
- 2011年本公演　ヨハン・シュトラウス『ジプシー男爵』演出 齋藤敏明/指揮 宮川勝明
- 2011年夏公演　『歌って！歌って！歌って！』演出 加藤紀久代/指揮 前田繁実
- 2010年本公演　カール・ミレッカー『KOJIKI学生』(原題『乞食学生』) 演出 齋藤敏明/指揮 福島秀行
- 2010年夏公演　『わが町』演出 加藤紀久代/指揮 前田繁実
- 2009年本公演　レハール『メリー・ウィドウ』 演出 齋藤敏明/指揮 福島秀行
- 2009年夏公演　『ふたかみの一夜』演出 加藤紀久代/指揮 加藤紀久代
- 2008年本公演　オッフェンバック『天国と地獄』演出 齋藤敏明/指揮 前田繁実
- 2008年夏公演　『トラップ一家物語』演出 加藤紀久代/指揮 前田繁実
- 2007年本公演　モーツァルト『フィガロの結婚』演出 齋藤敏明/指揮 金正奉
- 2007年夏公演　『ナポリのチッチリーナ』演出 新井裕治/指揮 新井裕治
- 2006年本公演　モーツァルト『魔笛』演出 齋藤敏明/指揮 金正奉
- 2006年夏公演　玉村信雄『フォークオペラ・地獄八景』 演出 加藤紀久代/指揮 新井裕治
- 2005年本公演　ヨハン・シュトラウス『こうもり』演出 齋藤敏明/指揮 矢野正浩
- 2005年夏公演　『メリー・ウィドウ＆カルメンのハイライト』演出 加藤紀久代/指揮 前田繁実
- 2004年本公演　ヨハン・シュトラウス『ヴェネツィアの一夜』演出 齋藤敏明/指揮 前田繁実
- 2004年夏公演　『帰ってきたオペラのキャストたち』演出 加藤紀久代/指揮 前田繁実
- 2003年本公演　ヨハン・シュトラウス『ジプシー男爵』演出 齋藤敏明/指揮 カレン・シュルツ・コープス
- 2003年夏公演　『ロシア民謡・ふるさとの四季等』演出 加藤紀久代/指揮 前田繁実
- 2002年本公演　ビゼー『カルメン』演出 齋藤敏明/指揮 金正奉
- 2002年夏公演　『サウンド・オブ・ミュージック(演奏会形式)』演出 加藤紀久代/指揮 前田繁実
- 2001年本公演　レハール『メリー・ウィドウ』演出 齋藤敏明/指揮 金正奉
- 2001年夏公演　『舞台裏を覗いて見ると』演出 加藤紀久代/指揮 前田繁実
- 2000年本公演　ヨハン・シュトラウス『こうもり』演出 齋藤敏明/指揮 新庄泉
- 2000年夏公演　『婚約パーティーにて』演出 加藤紀久代/指揮 前田繁実
- 1999年本公演　メノッティ『アマールと夜の訪問者』演出 加藤紀久代/指揮 井村誠貴
- 1999年夏公演　『南太平洋・虹の彼方より ハバネラ等』演出 加藤紀久代/指揮 樋口博史
- 1998年本公演　ビゼー『カルメン』演出 齋藤敏明/指揮 新井裕治
- 1998年夏公演　『ゴスペル・オペレッタ等』演出 加藤紀久代/指揮 新井裕治
- 1997年本公演　モーツァルト『魔法の笛～古代大和編』(原題『魔笛』) 演出 加藤紀久代/指揮 新井裕治
- 1997年夏公演　『ミュージカルとオペラの世界(ウエストサイドストーリー等)』演出 加藤紀久代/指揮 新井裕治
- 1996年本公演　ヨハン・シュトラウス『こうもり』演出 日高好一/指揮 前田繁実
- 1996年夏公演　『ミュージカルとオペラの世界(サウンド・オブ・ミュージック等)』演出 加藤紀久代/指揮 新井裕治
- 1995年本公演　『クリスマスコンサート』指揮 新井裕治